# Двоголівочка рудувата
{{#ifeq:0|0|{{#if:Dicranella rufescens|{{#if:|[[]}}|[[]]}}}}
Двоголівочка рудувата (Dicranella rufescens) — вид мохів порядку дикранальних (Dicranales).

## Поширення
Батьківщиною є Європа, Північна Америка, Азія.
Населяє вологий ґрунт на берегах доріг і струмків; від низьких до середніх висот.

## Характеристика
Рослини до 23 мм, від тьмяно-коричневого до червоно-коричневого забарвлення. Листки від прямовисно-розпростертих до напіводнобічних, вузьколанцетні, поступово загострені, гострі, ± кілюваті зверху; краї рівні, вигнуто-зубчасті дистальніше плечей, зубчасті на вершині. Коробочкові ніжки до 7 мм, червоно-коричневі. Коробочка 0.3–0.8 мм, прямовисна й симетрична чи майже така, гладка (чи рідко ± борозниста, коли стара й порожня). Спори 10–18 мкм, майже гладкі. Коробочки дозрівають навесні та влітку.